# Propietat privada
La propietat privada és el dret exclusiu d'una persona física o jurídica sobre un bé tangible o no-tangible. Això implica que cap persona natural o jurídica, pot utilitzar-la de forma legítima sense que abans la propietat de la mateixa sigui transferida a una altra persona (donació, transacció, etc.), o que l'autoritat competent procedeix a una expropiació. El dret a la propietat privada i la llibertat econòmica no són absoluts.
Els jusnaturalistes que consideren la propietat privada com a dret natural, òbviament, neguen l'existència d'una autoritat competent per a la seva derogació.

## Als Països Catalans
Segons l'article 27 de la Constitució d'Andorra «Es reconeix el dret a la propietat privada i a l'herència, sense altres limitacions que les derivades de la funció social de la propietat. Ningú no pot ésser privat dels seus béns o drets, si no és per causa justificada d'interès públic, mitjançant la justa indemnització i d'acord amb el procediment establert per la llei.» A la Catalunya del Nord vigeixen els articles 544-546 del codi civil francès: «La propietat és el dret a gaudir i disposar de les coses de la manera més absoluta, sempre que no se'n faci un ús prohibit per lleis o reglaments.» A l'Alguer està protegida per l'article 42 de la constitució italiana i al País Valencià, les Illes Baelars i Catalunya per l'article 33 de la constitució espanyola amb termes semblants.